# Christianne Meneses Jacobs
Christianne Meneses Jacobs (28 de marzo de 1971) es una escritora estadounidense nicaragüense, editora, y profesora. Es también editora de Iguana, una revista de lengua española para niños.

## Nicaragua (1971-1988)
Christianne Meneses Jacobs nació en Managua, Nicaragua. Su familia estaba integrada por su hermano Enrique, su madre Thelma (quien era secretaria legal), y su padre, Enrique Meneses, abogado y vicepresidente del Partido Liberal Nacional (quién estuvo preso varias veces en Nicaragua por razones políticas). Su abuelo era el Dr. Ildefonso Palma Martinez, abogado, profesor de ley, y juez en el Tribunal Supremo nicaragüense. Debido al Frente Nacional de Liberación Sandinista y su golpe de Estado, la oposición principal era el Contras.  La confusa situación ligó a muchos países extranjeros a la mezcla para escoger lados, incluyendo Estados Unidos entre muchos otros. La lucha y el hambre eran problemas masivos en ese tiempo. Christianne rememora que "La Revolución Sandinista ocurrió cuando  "tenía ocho años. Recuerdo la guerra civil y los ataques en ciudades pequeñas." Debido a que el padre era abogado, la familia Meneses huyó de Nicaragua a Los Ángeles en 1988, cuando ella tenía sólo 17.  Ella dice "Mi Padre estaba en la defensa de un piloto americano cuyo avión fue derribado por la artillería Sandinista, en la frontera de Nicaragua y Costa Rica, en diciembre de 1987. El piloto americano fue acusado de ser un agente de CIA." Tres meses más tarde,  dejaría el país el 19 de marzo de 1988. Sus padres y su hermano llegarían una semana más tarde.

## Instituto en Los Ángeles (1989-1991)
Cuando su familia dejó Nicaragua, sólo les dejaron llevarse $500 con ellos. Cuando su familia consiguió resuelta, sus padres trabajaron en el Aeropuerto Internacional de Los Ángeles, y ella asistía al Instituto de Los Ángeles, donde trabajaba como redactora jefe de diarios españoles e ingleses. Ella describió su niñez como privilegiada, diciendo "asistí a un colegio privado y a lecciones de ballet. Tuvimos criados domésticos que hacían varios trabajos: niñeras, cocineras, chofer, jardinero, limpieza, lavadero, y planchado." Se asombró de la cantidad de alimento desperdiciado en Estados Unidos. 
Su mayor dificultad cuándo se trasladó fue la lingüística. Dice: "El mayor desafío fue que yo era una senior en el Instituto en Nicaragua, pero ubicada en 10.º grado en Instituto de Los Ángeles por no hablar bien inglés. También desafíe que a pesar de que había estudiado inglés en Nicaragua no podría entender él en los EE.UU. Aquello durado para mis primeros cuatro meses y era muy frustrando."  Agradece a sus profesores por ayudarle a vencer su dificultad con el idioma. "Me animaron todos los días para superar las expectativas. Siempre les estaré agradecida a ellos para no sería quién soy ahora sin su nurturing y ánimo.". Sea inspirada en Hoy en L.Un. anchorwoman Carla Aragón. "Uno de mis ejemplos a seguir era anchorwoman Carla Aragón (que está ahora en Alburquerque con KOB). La conocí en instituto y establecí una amistad con ella por varios años mientras vivimos en L.A. Una vez me llamó un 'diamante en bruto esperando para ser descubierto'. Era mi ejemplo a seguir para ser una latina educada, profesional, y exitosa." De la vida en los EE. UU. diría que " soy feliz de haberme mudado cuándo tenía 17 años. Tuve una base educativa fuerte y un sentido de quién era yo. Como resultado, no pudieron someterme." También disfrutó de su nueva casa nueva allí: "Cuando empecé a entender el modo de vida americano, me empezó a gustar la idea de meritocracia. Admiré americanos que trabajaron duro y devenían exitosos en sus carreras. Creo que los sueños de una son posibles cuando se tiene motivación y disposición para trabajar duro." Se graduó en  L.A. High a los 20 años.

## Años en la Universidad y después
Habiéndose destacado en todas las materias, Meneses recibió una beca de cuatro años en la Universidad de Wesleyan, en Middletown, Connecticut. Allí, se graduó como Major en Gobierno con énfasis en Relaciones Internacionales. 
En 2007, Meneses fue premiada con $5,000 como una de los 10 honorees del Anna Maria Arias Memorial Business Fund, que reconoce a las emprendedoras latinas.
Meneses es presidente de NicaGal, LLC. Continúa trabajando como educadora, enseñando 1.º grado en Phoenix, Arizona. Es una seguidora de bilingüismo.

## Vida personal
En octubre de 1998, se casó con el artista gráfico Marc Jacobs, y tuvieron su primera hija, Isabelle, en 2002, y su segunda, Katherine, en 2005. Actualmente, Meneses reside en Scottsdale, Arizona con su marido y sus dos hijas. Era católica pero se convirtió al judaísmo tiempo después de graduarse en la universidad. "Cuando conocí mi (futuro) marido, Marc Jacobs,  pregunté si sea judío, pero no le dije estudiaba judaísmo. Después de la graduación, me mudé a Los Ángeles y estudié con un rabino por tres años más. En marzo de 1998, me convertí. Fue muy emotivo. Sentía que estaba defraudando a mis padres, pero mi padre me di un grande hug y me dijo en español, 'el Dios de cualquier religión es un Dios bueno.' En mayo de aquel año, mi marido propuso casamiento, y nos desposamos en octubre."

## Revistas publicadas

### Iguana
Esta revista fue creada porque tanto Meneses como su marido tuvieron dificultades enseñándoles a sus hijos a leer en español. Lo único disponible eran libros mal traducidos del inglés al español. "Mi marido y yo nos dimos cuenta que una revista podría entregar una variedad de material original para padres en español. Investigamos la idea durante un año. Él creyó en mi idea desde el principio y me apoyó y animó. Mi marido y yo inicialmente utilizamos nuestros propios ahorros y personalmente financiamos el lanzamiento de la revista."
Meneses fundó Iguana Revista (cuál ahora ha cesado) con su marido Marc, y su primera edición salió en 2005. Iguana es una aclamada revista educativa en español, orientada 

a niños de 7 a 12 años que crecen aprendiendo y hablando en español. La revista presenta fictional historias ficcionales con personajes, experiencias, y ambientes que son familiares a los lectores a los que la revista apunta. Además,  presenta biografías y entrevistas con personalidades que han influido en las vidas de los Latinos en América; artículos históricos; historias sobre niños alrededor del mundo; artículos de ciencia con experimentos caseros; artículos sobre naturaleza; verdades interesantes; recetas que los chicos pueden hacer en casa; proyectos de oficio; obras de arte; notas de lectores y mucho más. 

### ¡YO SÉ!
"¡YO SÉ!" , creada después de "Iguana," es una revista para niños hispanohablantes que incluirá artículos sobre cultura popular, celebridades, próximas películas y espectáculos televisivos, cuentos, el reino animal, biografías y entrevistas con personalidades latinas, características de jóvenes Latinos que hacen una diferencia en la sociedad, cómics, revisiones y mucho más. ¡YO SÉ!, debutó en el país a fines de enero del 2008, siendo una revista de 16 páginas llenas de color, que presentará sólo cinco páginas disponibles para publicidades orientadas a niños. La revista será libremente distribuida en los diarios de lengua española de Hoy Aleta de Semana (edición de fin de semana), en Los Ángeles y Chicago; y en El Sentinel en Orlando y Florida Del sur (Broward/condados de Playa de la Palma) con una distribución mensual de 750.000 copias.